# Rokytotvaré
Rokytotvaré (Hypnales) je řád mechů řazený do třídy pravé mechy (Bryopsida).

## Popis
Řád obsahuje cca 40 rodů s více než 4000 druhy, což z něj činí nejpočetnější řád mechů. Mechy řádu rokytotvaré se vyskytují v mnoha různých biotopech celého světa, jejich původ spadá do období třetihor.
Primární lodyhy jsou plazivé, zpeřeně nebo nepravidelně větvící. Lodyhy obsahují pouze redukovaný střední cévní svazek.
Lodyžní listy vejčité až obvejčité. Žebro je často redukované pouze na spodní polovinu listové čepele či zcela chybějící.
Sporofyt se skládá z dlouhého štětu a souměrné tobolky.